# 남미질부성
남미질부성(南彌秩夫城)은 대한민국 경상북도 포항시 북구 흥해읍, 남쪽 평지 위에 돌출한 구릉지를 이용하여 쌓은 성이다. 1994년 4월 16일 경상북도의 기념물 제96호로 지정되었다.
명칭에서 알 수 있듯이, 부근 흥안리로 흐르는 곡강천 하류의 북안에 있는 산 위에 북미질부성(北彌秩夫城, 대한민국 경상북도 포항시 북구 흥해읍 흥안리 산40-2 소재)이라 하여 곡강천 및 동해안의 감시와 남미질부성 일대를 방어하는 방어용 산성이 있으며, 신라 월성과 경주 일대의 산성들간의 관계가 그러하듯 남미질부성과 북미질부성은 둘이 한세트이다. 둘을 합쳐 미질부성(彌秩夫城)이라 칭한다. 북미질부성은 위성지도를 통해 나무가 별로 없고 성벽을 따라 그 내부까지 무단으로 조성된 다수의 민묘들이 있어 위치를 파악할 수 있다.
이곳이 고려로 넘어간 후 현종 때 흥해읍성이 남미질부성 북쪽 바로 아래, 지금의 성내리에 축성되었다. 하여 흥해읍내엔 성이 세 개나 있다.

## 개요
남미질부성은 경상북도 포항시 흥해읍 남쪽 평지 위에 돌출한 구릉지를 이용하여 쌓은 성이다.
성벽은 흙을 이겨서 쌓은 토성이며, 성벽 둘레는 약 2km정도로 대형규모의 성곽이다. 성 안에는 남성리의 ‘못산마을’이 있고 이 마을의 서편 구릉지에 성주의 무덤으로 전하는 것이 7∼9기 정도 남아 있다. 기록에는 1개의 못과 3개의 우물이 있어서 성안에 거주하는 사람들이 이용하였다고 하는데 현재는 1개의 못과 1개의 우물이 남아있다.
『삼국사기』신라본기에 따르면 9월에 사람들을 모아 파리성, 미실성, 진덕성 등 12성을 쌓았다고 한다. 여기서의 미실성이 이 성을 가리키는 것으로 보이며, 성곽의 축조가 이때 이루어진 것임을 알 수 있다.

## 참고 자료
- 남미질부성 - 국가유산청 국가유산포털

1. ↑  대경일보 (2021.10.19 18:24). “[김상조의 문화유산답사기] 104.흥해 북미질부성”. 《대경일보》. 대경일보. 2024년 12월 22일에 확인함.